# DSG

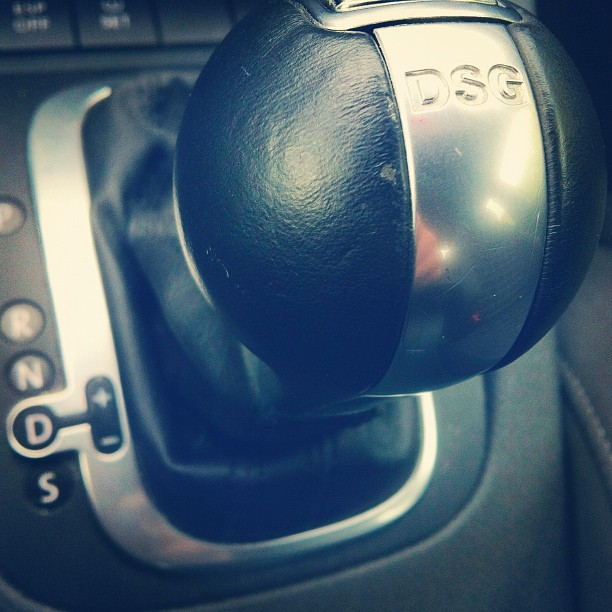

DSG (нем. DirectSchaltGetriebe, буквально — прямого переключения трансмиссия) — трансмиссия с двумя сцеплениями и коробкой передач с автоматическим переключением ступеней разработки автомобилестроительной компании Volkswagen AG. Исторически является первой массовой трансмиссией данного типа (2003год). Выпускается до сих пор (2024год).

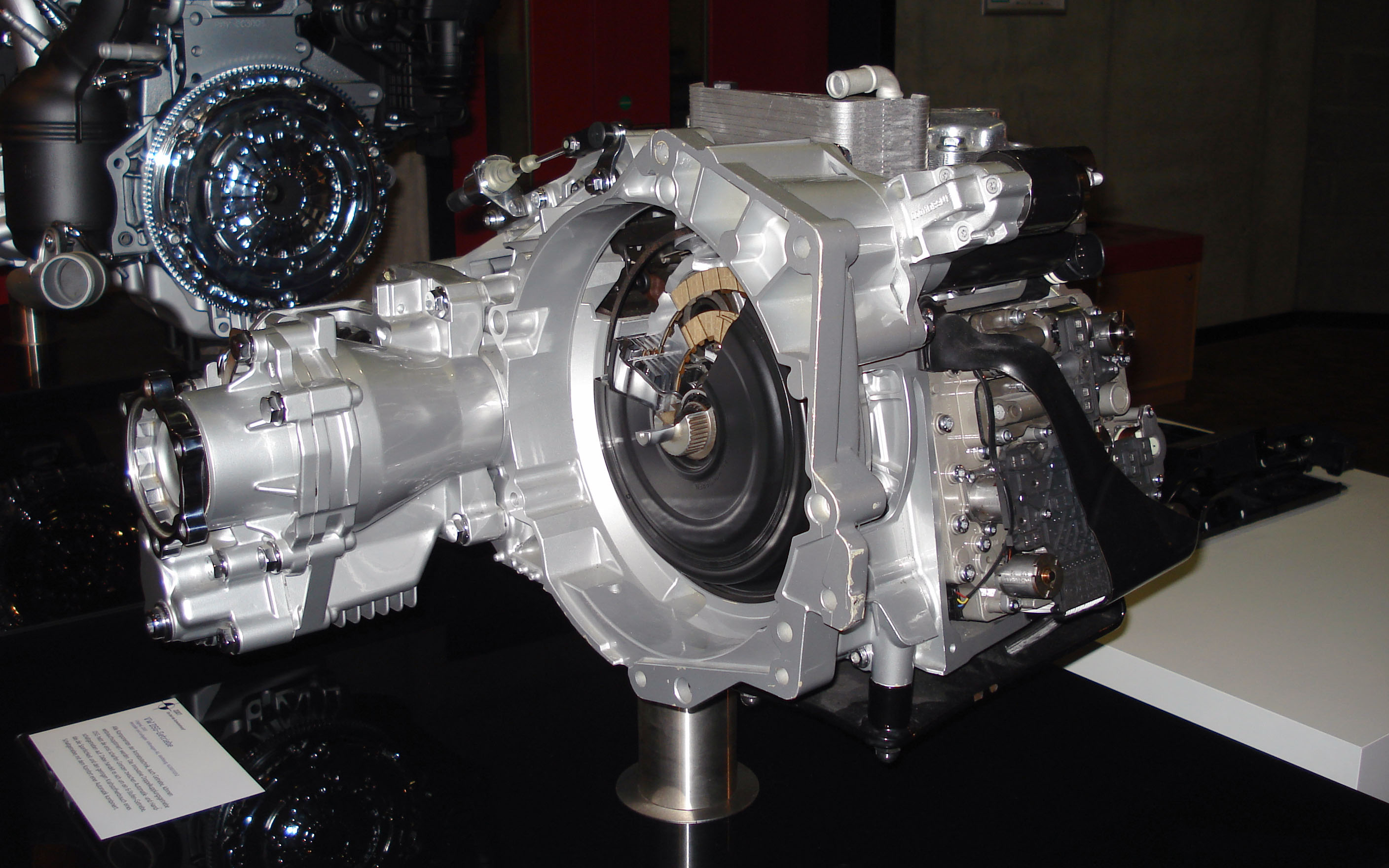
6-ступенчатая трансмиссия DSG с узлом отбора мощности системы автоматически подключаемого полного привода

Принципиальная кинематическая схема 6-ступенчатой DSG. Коробка передач имеет сдвоенное сцепление, двойной первичный и два вторичных вала, каждый из которых связан с ведомой шестернёй главной передачи своей ведущей шестернёй

## История проекта
Компания Volkswagen не являлась ни основоположником продвижения идеи трансмиссий с двумя сцеплениями, ни создателем первых реально работоспособных образцов подобных трансмиссий, но оказалась первой, которая вывела их на рынок массового автомобилестроения. Впервые трансмиссия проекта DSG® была упомянута в пресс-релизе компании Volkswagen 2002 года, где была представлена как новая автоматическая трансмиссия с возможностью ручного управления для модели Volkswagen Golf R32 с шестицилиндровым мотором. Для периода 2002 года, когда многоступенчатые автоматические трансмиссии гидромеханического типа с планетарными коробками передач и блокировкой гидротрансформатора на всех ступенях были уделом относительно дорогих автомобилей, а автомобили компакт-класса в лучшем случае получали таковые лишь в 4-ступенчатых вариантах, либо получали роботизированные трансмиссии с одним сцеплением и с их относительно долгим переключением ступеней в движении, 6-ступенчатая автоматическая трансмиссия проекта DSG, переключавшая ступени практически без разрыва потока мощности, выглядела наиперспективнейшим решением на ближайшее будущее. Поначалу трансмиссия вызвала много нареканий в части надёжности, но в Volkswagen не отказались от развития проекта, и путём различным модернизаций и параллельного использования в разных моделях трансмиссий разных технических решений, довели проект до приемлемого уровня надёжности и на 2023 год активно комплектуют DSG практически все свои серийные автомобили с поперечно расположенными моторами.

## Конструктивная специфика
Все трансмиссии DSG предназначены только для автомобилей переднемоторной компоновки с поперечно расположенным мотором.